# Watford

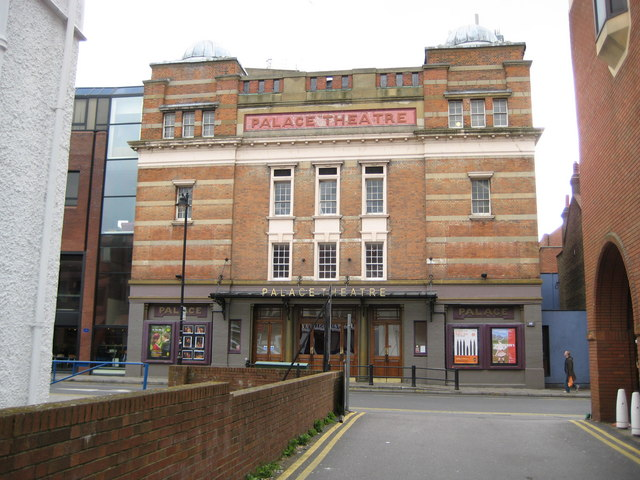
Watford Palace Theatre

Watford é uma cidade e distrito do Condado de Hertfordshire, na Inglaterra. Está situada 32 quilômetros a noroeste do centro de Londres. O distrito está separado da Grande Londres ao sul pela paróquia civil de Watford Rural no distrito de Three Rivers. O distrito urbano foi criado em 1894 e tornou-se distrito municipal em 1922.
De acordo com o censo de 2001, o distrito conta com uma população de 79.726 habitantes, mas estimativas oficiais de 2006 dão como 79.600 o número de habitantes.

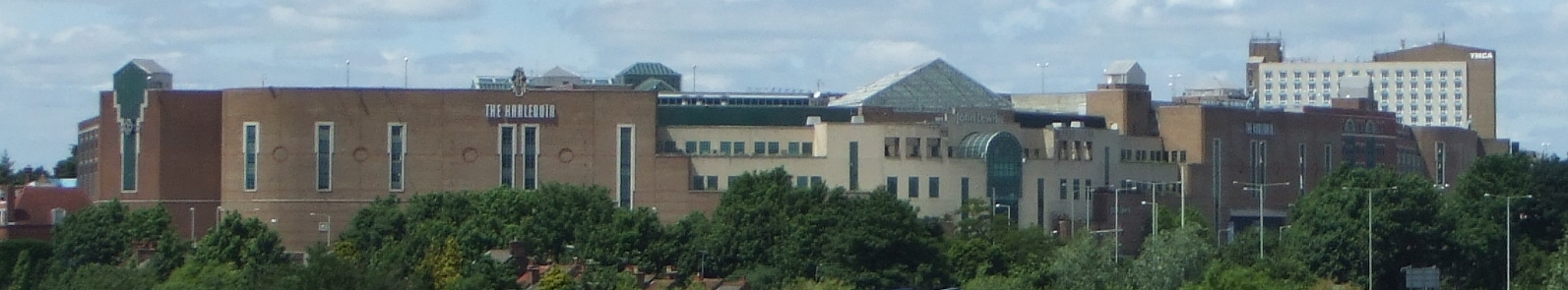
Vista de Watford